# Lawrence M. Wills
Lawrence Mitchell Wills (* 1954 in Kentucky) ist ein US-amerikanischer Judaist.

## Leben
Wills studierte von 1976 bis 1986 Sozialanthropologie und Theologie an der Harvard University und wurde 1987 mit einer Arbeit über The Jew in the Court of the Foreign King. Ancient Jewish Court Legends promoviert. Er lehrte danach u. a. an der Harvard Divinity School, an der Brown University, am Williams College, an der Boston University School of Theology und an der Boston College School of Theology and Ministry. Wills hat die Ethelbert-Talbot-Professur für Bibelstudien an der Episcopal Divinity School in Cambridge inne. Seine Forschungsschwerpunkte sind Erzählliteratur im Alten Testament, nachbiblisches Judentum, soziale Weltfragen und Intersektionalität im Neuen Testament, frühe jüdisch-christliche Beziehungen und interreligiöser Dialog.

## Schriften (Auswahl)
- Introduction to the Apocrypha. Jewish Books in Christian Bibles. New Haven: Yale University Press, 2021.
- mit Jonathan Klawans: Jewish Annotated Apocrypha. New York: Oxford University Press, 2020.
- Judith. Hermeneia. Minneapolis: Fortress Press, 2019.
- Not God’s People. Insiders and Outsiders in the Biblical World. Religion in the Modern World 1. Lanham, MD: Rowman & Littlefield, 2008.
- The Quest of the Historical Gospel. Mark, John, and the Origins of the Gospel Genre. London: Routledge, 1997.
- The Jewish Novel in the Ancient World. Myth and Poetics Series. Ithaca and London: Cornell University Press, 1995.
- The Jew in the Court of the Foreign King. Ancient Jewish Court Legends. Harvard Dissertations in Religion 26. Minneapolis: Augsburg/Fortress Press, 1990.